# Tổng tấn công Một trăm ngày
Tổng tấn công Một trăm ngày (8 tháng 8 - 11 tháng 11 năm 1918) là một loạt các cuộc tiến công của phe Hiệp ước nhằm kết thúc Chiến tranh thế giới 1. Bắt đầu từ Trận Amien (8 - 12 tháng 8) ở Mặt trận phía Tây, quân Hiệp ước đã đẩy lùi phe Liên minh Trung tâm, tái chiếm lại các vùng đất của họ từ cuộc Tổng tiến công mùa xuân của Đức. Quân Đức rút lui về Phòng tuyến Hindenburg, nhưng quân Đồng minh đã vượt qua phòng tuyến này với một loạt chiến thắng, bắt đầu từ Trận chiến kênh đào St Quentin vào ngày 29 tháng 9. Cuộc tiến công, cùng với Cách mạng tháng 11 nổ ra ở Đức, đã dẫn đến Hiệp định đình chiến ngày 11 tháng 11 năm 1918 kết thúc chiến tranh bằng chiến thắng của phe Hiệp ước. Thuật ngữ "Tiến công trăm ngày" không đề cập đến một trận chiến hay chiến lược, mà là một loạt các chiến thắng nhanh chóng của phe Hiệp ước mà quân đội Đức không có câu trả lời.

## Hoàn cảnh
Tổng tấn công Mùa xuân 1918 của quân đội Đức ở Mặt trận phía Tây bắt đầu vào ngày 21 tháng 3 năm 1918 với chiến dịch Michael và giảm xuống dần dần tới tháng 7. Quân Đức đã tiến tới sông Marne nhưng không thể bứt phá tới một thắng lợi quyết định. Khi chiến dịch Marne-Reims kết thúc vào tháng 7, tổng tư lệnh tối cao quân Hiệp Ước Ferdinand Foch ra lệnh phản công, được biết đến với tên gọi trận sông Marne lần thứ hai.Quân Đức nhận ra rằng họ không thể bảo vệ các vị trí của họ, đã quyết định rút khỏi sông Marne ở phía Bắc. Với thắng lợi này, Foch được thụ phong Thống chế Pháp.
Sau khi quân Đức mất đà tiến công, Foch cho rằng đã đến lúc quân Hiệp Ước quay trở lại phản công. Lực lượng Viễn chinh Mỹ (do John J. Pershing chỉ huy) xuất hiện ở Pháp với số lượng lớn và làm tăng thêm tinh thần quân Hiệp Ước. Pershing thích dùng quân Mĩ trong vai trò độc lập. Lực lượng viễn chinh Anh cũng đã được tăng cường bởi số lượng lớn quân đội quay về từ chiến dịch chinh phục Sinai và Palestine và từ Mặt trận Ý và những cái thay thế giữ ở Anh bởi Thủ tướng Anh, David Lloyd George.
Một số lời đề nghị được cân nhắc và cuối cùng Foch đồng ý với lời đề nghị của Thống chế Douglas Haig, tổng tư lệnh của BEF, đánh vào sông Somme, phía đông Amiens và phía tây nam chỗ xảy ra trận Somme với ý đồ buộc quân Đức ra khỏi tuyến đường sắt quan trọng Amiens–Paris. Vị trí Somme được chọn là địa điểm thích hợp cho cuộc tấn công vì nhiều lí do. Giống như 1916, nó là nơi quân viễn chinh Anh giáp quân Pháp, trường hợp này định ra bởi đường Amiens-Roye, cho phép quân Anh và Pháp có thể hợp tác với nhau. Ngoài ra vùng nông thôn Picardy cung cấp một địa hình thuận lợi cho xe tăng, cái mà không phải là trường hợp ở Flanders. Cuối cùng, hệ thống phòng thủ tạo ra bởi tập đoàn quân số 2 Đức (tướng Georg von der Marwitz) là tương đối yếu, đã giảm xuống do các cuộc tấn công của quân đội Úc trong quá trình dẫn tới hòa bình.

## Các trận đánh

### Tiến vào Picardy
Bài chi tiết: Trận Amien
Trận Amien (với cuộc tấn công của quân Pháp vào sườn phía Nam được gọi là Trận Montdidier) bắt đầu vào ngày 8 tháng 8, với cuộc tấn công của hơn 10 sư đoàn Đồng minh - các lực lượng Úc, Canada, Anh và Pháp - với hơn 500 xe tăng. Với sự chuẩn bị kỹ lưỡng, Quân Đồng minh đã tạo được sự bất ngờ. Cuộc tấn công, do Tập đoàn quân 4 của Anh thực hiện, đã vượt qua phòng tuyến của người Đức, và những chiếc xe tăng tấn công vào các vị trí hậu phương của Đức, đã gây ra sự hoảng loạn và bối rối cho quân Đức. Vào cuối ngày, một khoảng trống rộng 15 dặm (24 km) đã được tạo ra bên trong phòng tuyến của Đức ở phía Nam Somme. Quân Đồng minh đã bắt giữ 17,000 người làm tù binh và 339 khẩu súng các loại. Tổng thiệt hại của người Đức ước tính là 30,000 người, trong khi quân Đồng minh chịu thương vong là 6,500 người. Trận Amien là thất bại lớn nhất của quân Đức trên Mặt trận phía Tây, Đại tướng Erich Ludendorff đã gọi "Đó là ngày đen tối nhất trong lịch sử quân đội Đức."
Cuộc tiến công vẫn tiếp tục trong ba ngày nữa nhưng không có kết quả khả quan nào nữa vào ngày 8 tháng 8, vì vấn đề tiếp liệu và lực lượng pháo binh không thể hỗ trợ tầm xa. Trong ba ngày đó, quân Đồng minh đã chiếm được 12 dặm (19 km). Hầu hết điều này được thực hiện vào ngày đầu tiên khi quân tiếp viện Đức xuất hiện sau đó đã làm chậm bước tiến của quân Đồng minh. Vào ngày 10 tháng 8, quân Đức bắt đầu rút quân ra khỏi chỗ lồi mà người Đức tạo trong Chiến dịch Michael trong tháng 3, quay trở lại Phòng tuyến Hindenburg.

### Somme
Bài chi tiết: Trận sông Somme lần thứ hai
Vào ngày 15 tháng 8, Foch yêu cầu Haig tiếp tục cuộc tiến công Amiens, mặc dù cuộc tấn công bị chững lại do vấn đề tiếp tế và pháo binh không thể hỗ trợ họ và quân tiếp viện Đức đang được chuyển đến khu vực này. Haig từ chối yêu cầu này và chuẩn bị cho một cuộc tiến công mới của Tập đoàn quân 3 tại Albert (Trận Albert), chính thức mở màn vào ngày 21 tháng 8. Cuộc tiến công này thành công mỹ mãn khi họ đẩy lùi Tập đoàn quân 2 trên một mặt trận dài 34 dặm (55 km). Albert thất thủ vào ngày 22 tháng 8. Cuộc tấn công được mở rộng ở phía nam, được thực hiện bởi Tập đoàn quân 10 của Pháp bắt đầu từ Trận Noyon lần thứ hai vào ngày 17 tháng 8, đánh chiếm thị trấn Noyon vào ngày 29 tháng 8. Vào ngày 26 tháng 8, về phía bắc của cuộc tấn công ban đầu, Tập đoàn quân 1 mở rộng cuộc tấn công của mình thêm 7 dặm (11 km) với Trận Arras lần thứ hai năm 1918. Bapaume thất thủ vào ngày 29 tháng 8 (trong Trận Bapaume lần thứ hai).

### Tiến vào Phòng tuyến Hindenburg
Với việc tiền tuyến sụp đổ, một số trận chiến đã diễn ra khi quân Đồng minh đẩy lùi quân Đức vào Phòng tuyến Hindenburg. Phía Đông Amiens (sau Trận Amiens), cùng với lực lượng pháo binh được đưa về phía trước và đạn dược được bổ sung, Tập đoàn quân 4 tiếp tục cuộc tiến công, cùng với Quân đoàn Úc vượt sông Somme vào đêm ngày 31 tháng 8, phá vỡ phòng tuyến của người Đức trong Trận Mont Saint-Quentin. Vào ngày 26 tháng 8, về phía Bắc của Somme, Tập đoàn quân 1 mở rộng cuộc tiến công của mình thêm 7 dặm (11 km) với Trận Arras lần thứ hai năm 1918, bao gồm Trận Scarpe năm 1918 (26 tháng 8) và Trận chiến trên Phòng tuyến Drocourt-Queant (2 tháng 9).
Phía Nam Lực lượng Viễn chinh Anh, Tập đoàn quân 1 của Pháp đã tiếp cận Phòng tuyến Hindenburg ở ngoại ô St. Quentin trong Trận Savy-Dallon (10 tháng 9), và Tập đoàn quân 10 của Pháp tiếp cận Phòng tuyến Hindenburg gần Laon trong Trận Vauxaillon (14 tháng 9). Tập đoàn quân 4 của Anh tiếp cận Phòng tuyến Hindenburg dọc theo kênh đào St Quentin, trong Trận Épehy (18 tháng 9). Vào ngày 2 tháng 9, quân Đức buộc phải lùi về phía sau Phòng tuyến Hindenburg mà cũng chính từ nơi đây họ đã phát động cuộc Tổng tiến công mùa xuân năm 1918.

### Trận chiến trên phòng tuyến Hindenburg
Bài chi tiết: Chiến dịch tấn công Meuse - Argonne, Trận chiến kênh đào St Quentin, Trận Ypres lần thứ năm và Trận Cambrai
Foch đã lên kế hoạch cho một loạt các cuộc tấn công nhắm vào các tuyến phòng thủ của người Đức ở Pháp (đôi khi còn được gọi là Cuộc Tiến công Lớn), với các hướng tiến công khác nhau được thiết kế để cắt đứt liên lạc của quân Đức, dự định rằng nếu cuộc tấn công thành công thì toàn bộ tiền tuyến sẽ được mở rộng. Hệ thống phòng thủ chính của Đức được xây dựng trên Phòng tuyến Hindenburg, là một loạt các công sự phòng thủ trải dài từ Cerny trên sông Aisne đến Arras. Trước khi cuộc tiến công chính của Foch bắt đầu, các mũi nhọn còn lại của Đức ở phía tây và phía đông của phòng tuyến đã bị nghiền nát tại Havrincourt và St Mihiel vào ngày 12 tháng 9 và trong Trận Épehy và Trận Canal du Nord vào ngày 27 tháng 9.
Cuộc tấn công đầu tiên của Cuộc Đại Tiến công bắt đầu vào ngày 26 tháng 9 được thực hiện bởi quân Pháp và quân Mỹ trong Chiến dịch Tấn công Meuse-Argonne (cuộc tấn công này bao gồm các Trận Somme-Py, Saint-Thierry, Montfaucon, và Chesne vào ngày 1 tháng 11). Vào ngày 28 tháng 9, Cụm Tập đoàn quân dưới quyền chỉ huy Quốc vương Bỉ Albert I (Quân đội Bỉ, Tập đoàn quân 2 Anh và Tập đoàn quân 6 Pháp), đã tấn công gần Ypres thuộc Flanders (Trận Ypres lần thứ năm). Cả hai cuộc tấn công ban đầu đều tiến triển tốt nhưng sau đó bị chậm lại do khó khăn về tiếp tế. Cuộc Đại Tiến công này có liên quan đến việc tấn công trên một địa hình khó khăn, dẫn đến Phòng tuyến Hindenburg không bị phá vỡ cho đến ngày 17 tháng 10.
Vào ngày 29 tháng 9, cuộc tấn công vào trung tâm Phòng tuyến Hindenburg chính thức bắt đầu, được thực hiện bởi Tập đoàn quân 4 Anh (với các lực lượng Anh, Úc và Mỹ) tấn công trong Trận Kênh đào St Quentin và Tập đoàn quân 1 Pháp tấn công vào các công sự phòng thủ bên ngoài St Quentin. Đến ngày 5 tháng 10, Quân Đồng minh đã vượt qua toàn bộ hệ thống phòng thủ Hindenburg trên một mặt trận dài 19 dặm (31 km). Tướng Rawlinson viết rằng "Nếu Boche [chỉ người Đức] không có dấu hiệu xuống cấp rõ rệt trong vài tháng qua, tôi không bao giờ nghĩ đến việc tấn công Phòng tuyến Hindenburg. Nếu nó được quân Đức bảo vệ cách đây 2 năm, chắc chắn nó sẽ bất khả xâm phạm..."
Vào ngày 8 tháng 10, Tập đoàn quân 1 và 3 của Anh đã vượt qua Phòng tuyến Hindenburg trong Trận Cambrai lần thứ hai. Việc phòng tuyến sụp đổ đã buộc Bộ Tổng Tư lệnh Tối cao Đức phải chấp nhận rằng cuộc chiến phải kết thúc. Bằng chứng về việc quân đội Đức mất tinh thần cũng thuyết phục nhiều chỉ huy quân Đồng minh và các nhà lãnh đạo chính trị rằng cuộc chiến có thể kết thúc vào năm 1918;Trước đây, mọi nỗ lực đều tập trung vào việc xây dựng một lực lượng quân sự lớn để tiến hành một cuộc tấn công quyết định vào năm 1919.

### Những sự kiện tiếp theo
Đến tháng 10, quân đội Đức đã rút bỏ các lãnh thổ mà họ đã giành được vào năm 1914. Quân Đồng minh đã buộc quân Đức quay trở lại tuyến đường sắt bên cạnh từ Metz đến Bruges, nơi đã cung cấp các nguồn tiếp liệu cho mặt trận ở miền Bắc nước Pháp và Bỉ trong phần lớn của cuộc chiến. Khi quân Đồng minh tiến đến phòng tuyến này, người Đức buộc phải từ bỏ số lượng ngày càng lớn các trang thiết bị và vật tư hạng nặng, làm giảm thêm tinh thần và sức kháng cự của họ.
Quân đội Đồng minh và Đức đã phải hứng chịu nhiều thương vong. Các hoạt động hậu phương đã diễn ra trong các cuộc truy đuổi đến Selle (9 tháng 10), các trận Courtrai (14 tháng 10), Mont-d'Origny (15 tháng 10), Selle (17 tháng 10), Lys và Escaut (20 tháng 10) (bao gồm các trận đánh phụ diễn ra ở Lys và Escaut), Serre (20 tháng 10), Valenciennes (1 tháng 11), Sambre (bao gồm Trận Guise lần thứ hai) (4 tháng 11), và Thiérache (4 tháng 11), và Đoạn đường Grande Honnelle (5 tháng 11), với việc giao tranh vẫn tiếp tục diễn ra cho đến khi Hiệp định đình chiến có hiệu lực lúc 11:00 ngày 11 tháng 11 năm 1918. Người lính cuối cùng tử trận trong Thế chiến 1 là Henry Gunther, môt phút trước khi hiệp định đình chiến có hiệu lực.